# Matilla de los Caños
Matilla de los Caños è un comune spagnolo di 110 abitanti situato nella comunità autonoma di Castiglia e León.